# Fußball bei den Südostasienspielen

Fußball gehört bei den Südostasienspielen, bis 1975 Southeast Asian Peninsular Games zu den Sportarten, die seit 1959 bisher ständig im Programm der Spiele waren. Teilnehmer sind die elf Fußballnationalmannschaften der in der FIFA organisierten Verbände aus Südostasien (Brunei, Kambodscha, Indonesien, Laos, Malaysia, Myanmar, Osttimor, Philippinen, Singapur, Thailand und Vietnam). Die Spiele werden alle zwei Jahre ausgetragen. 1985 fand erstmals, danach wieder 1995 und 1997 und dauerhaft ab 2001 ein Turnier im Frauenfußball statt. Seit dem Turnier der Spiele 2001 gilt für die Männerteams, analog der Regelung beim olympischen Fußballturnier, eine Altersbeschränkung von 23 Jahren.

## Die Turniere der Männer im Überblick
| Jahr         | Gastgeber                    | Finale         | Finale              | Finale               | Spiel um Bronze     | Spiel um Bronze     | Spiel um Bronze       |
| Jahr         | Gastgeber                    | Gold           | Ergebnis            | Silber               | Bronze              | Ergebnis            | Platz 4               |
| ------------ | ---------------------------- | -------------- | ------------------- | -------------------- | ------------------- | ------------------- | --------------------- |
| 1959 Details | Bangkok (Thailand)           | Südvietnam     | 3:1                 | Thailand             | Malaya              | (Ligasystem)        | Birma                 |
| 1961 Details | Rangun (Birma)               | Malaya         | 2:0                 | Birma                | Südvietnam Thailand | 1:1                 | Bronze wurde geteilt. |
| 1965 Details | Kuala Lumpur (Malaysia)      | Birma Thailand | 2:2                 | Titel wurde geteilt. | Südvietnam          | 2:0                 | Malaysia              |
| 1967 Details | Bangkok (Thailand)           | Birma          | 2:1                 | Südvietnam           | Thailand            | 5:2                 | Laos                  |
| 1969 Details | Rangun (Birma)               | Birma          | 3:0                 | Thailand             | Malaysia Laos       |                     | Kein Spiel um Bronze. |
| 1971 Details | Kuala Lumpur (Malaysia)      | Birma          | 2:1                 | Malaysia             | Thailand Südvietnam | 0:0                 | Bronze wurde geteilt. |
| 1973 Details | Singapur                     | Birma          | 3:2                 | Südvietnam           | Malaysia            | 3:0                 | Singapur              |
| 1975 Details | Bangkok (Thailand)           | Thailand       | 2:1                 | Malaysia             | Birma Singapur      | 2:2 n. V.           | Bronze wurde geteilt. |
| 1977 Details | Kuala Lumpur (Malaysia)      | Malaysia       | 2:0                 | Thailand             | Birma               | w/o                 | Indonesien            |
| 1979 Details | Jakarta (Indonesien)         | Malaysia       | 1:0                 | Indonesien           | Thailand            | (Ligasystem)        | Singapur              |
| 1981 Details | Manila (Philippinen)         | Thailand       | 2:1                 | Malaysia             | Indonesien          | 2:0                 | Singapur              |
| 1983 Details | Singapur                     | Thailand       | 2:1                 | Singapur             | Malaysia            | 5:0                 | Brunei                |
| 1985 Details | Bangkok (Thailand)           | Thailand       | 2:0                 | Singapur             | Malaysia            | 1:0                 | Indonesien            |
| 1987 Details | Jakarta (Indonesien)         | Indonesien     | 1:0 n. V.           | Malaysia             | Thailand            | 4:0                 | Birma                 |
| 1989 Details | Kuala Lumpur (Malaysia)      | Malaysia       | 3:1                 | Singapur             | Indonesien          | 1:1 n. V. 9:8 i. E. | Thailand              |
| 1991 Details | Manila (Philippinen)         | Indonesien     | 0:0 n. V. 4:3 i. E. | Thailand             | Singapur            | 2:0                 | Philippinen           |
| 1993 Details | Singapur                     | Thailand       | 4:3                 | Myanmar              | Singapur            | 3:1                 | Indonesien            |
| 1995 Details | Chiang Mai (Thailand)        | Thailand       | 4:0                 | Vietnam              | Singapur            | 1:0                 | Myanmar               |
| 1997 Details | Jakarta (Indonesien)         | Thailand       | 1:1 n. V. 4:2 i. E. | Indonesien           | Vietnam             | 1:0                 | Singapur              |
| 1999 Details | Bandar Seri Begawan (Brunei) | Thailand       | 2:0                 | Vietnam              | Indonesien          | 0:0 n. V. 4:2 i. E. | Singapur              |
| 2001 Details | Kuala Lumpur (Malaysia)      | Thailand       | 1:0                 | Malaysia             | Myanmar             | 1:0                 | Indonesien            |
| 2003 Details | Hanoi (Vietnam)              | Thailand       | 2:1 n. GG           | Vietnam              | Malaysia            | 1:1 n. V. 4:2 i. E. | Myanmar               |
| 2005 Details | Bacolod City (Philippinen)   | Thailand       | 3:0                 | Vietnam              | Malaysia            | 1:0                 | Indonesien            |
| 2007 Details | Nakhon Ratchasima (Thailand) | Thailand       | 2:0                 | Myanmar              | Singapur            | 5:0                 | Vietnam               |
| 2009 Details | Vientiane (Laos)             | Malaysia       | 1:0                 | Vietnam              | Singapur            | 3:1                 | Laos                  |
| 2011 Details | Palembang (Indonesien)       | Malaysia       | 1:1 n. V. 4:3 i. E. | Indonesien           | Myanmar             | 4:1                 | Vietnam               |
| 2013 Details | Naypyidaw (Myanmar)          | Thailand       | 1:0                 | Indonesien           | Singapur            | 2:1                 | Malaysia              |
| 2015 Details | Singapur                     | Thailand       | 3:0                 | Myanmar              | Vietnam             | 5:0                 | Indonesien            |
| 2017 Details | Kuala Lumpur (Malaysia)      | Thailand       | 1:0                 | Malaysia             | Indonesien          | 3:1                 | Myanmar               |
| 2019 Details | Manila (Philippinen)         | Vietnam        | 3:0                 | Indonesien           | Myanmar             | 2:2 5:4 i. E.       | Kambodscha            |
| 2022 Details | Hanoi (Vietnam)              | Vietnam        | 1:0                 | Thailand             | Indonesien          | 1:1 4:3 i. E.       | Malaysia              |
| 2023 Details | Phnom Penh (Kambodscha)      | Indonesien     | 5:2 n. V.           | Thailand             | Vietnam             | 3:1                 | Myanmar               |
| 2025 Details | Bangkok (Thailand)           |                |                     |                      |                     |                     |                       |
| 2027 Details | Kuala Lumpur (Malaysia)      |                |                     |                      |                     |                     |                       |

### Medaillenspiegel
| Rang | Land              | Goldmedaille | Silbermedaille | Bronzemedaille | Gesamt |
| ---- | ----------------- | ------------ | -------------- | -------------- | ------ |
| 01   | Thailand (U-23)   | 16 (7)       | 6 (2)          | 5 (0)          | 27 (9) |
| 02   | Malaysia (U-23)   | 06 (2)       | 6 (2)          | 7 (2)          | 19 (6) |
| 03   | Myanmar (U-23)    | 05 (0)       | 4 (2)          | 5 (3)          | 14 (5) |
| 04   | Indonesien (U-23) | 03 (1)       | 5 (3)          | 5 (2)          | 13 (6) |
| 05   | Vietnam (U-23)    | 02 (2)       | 5 (3)          | 3 (2)          | 10 (7) |
| 06   | Südvietnam        | 01 (0)       | 2 (0)          | 3 (0)          | 06 (0) |
| 07   | Singapur (U-23)   | 00 (0)       | 3 (0)          | 7 (3)          | 10 (3) |
| 08   | Laos (U-23)       | 00 (0)       | 0 (0)          | 1 (0)          | 01 (0) |

## Die Turniere der Frauen im Überblick
| Jahr         | Gastgeber                    | Finale   | Finale              | Finale   | Spiel um Bronze | Spiel um Bronze | Spiel um Bronze |
| Jahr         | Gastgeber                    | Gold     | Ergebnis            | Silber   | Bronze          | Ergebnis        | Platz 4         |
| ------------ | ---------------------------- | -------- | ------------------- | -------- | --------------- | --------------- | --------------- |
| 1985 Details | Bangkok (Thailand)           | Thailand | (Ligasystem)        | Singapur | Philippinen     | (Ligasystem)    |                 |
| 1995 Details | Chiang Mai (Thailand)        | Thailand | 1:0                 | Malaysia | Myanmar         | (Ligasystem)    | Philippinen     |
| 1997 Details | Jakarta (Indonesien)         | Thailand | 5:1                 | Myanmar  | Vietnam         | 2:0             | Indonesien      |
| 2001 Details | Kuala Lumpur (Malaysia)      | Vietnam  | 4:0                 | Thailand | Myanmar         | 3:0             | Indonesien      |
| 2003 Details | Hanoi (Vietnam)              | Vietnam  | 2:1                 | Myanmar  | Thailand        | 6:1             | Malaysia        |
| 2005 Details | Bacolod City (Philippinen)   | Vietnam  | 1:0                 | Myanmar  | Thailand        | (Ligasystem)    | Philippinen     |
| 2007 Details | Nakhon Ratchasima (Thailand) | Thailand | 2:0                 | Vietnam  | Myanmar         | 5:0             | Laos            |
| 2009 Details | Vientiane (Laos)             | Vietnam  | 0:0 n. V. 3:0 i. E. | Thailand | Myanmar         | (Ligasystem)    | Laos            |
| 2013 Details | Naypyidaw (Myanmar)          | Thailand | 2:1                 | Vietnam  | Myanmar         | 6:0             | Malaysia        |
| 2017 Details | Kuala Lumpur (Malaysia)      | Vietnam  | (Ligaformat)        | Thailand | Myanmar         | (Ligaformat)    | Philippinen     |
| 2019 Details | Manila (Philippinen)         | Vietnam  | 1:0 n. V.           | Thailand | Myanmar         | 2:1             | Philippinen     |
| 2022 Details | Hanoi (Vietnam)              | Vietnam  | 1:0                 | Thailand | Philippinen     | 2:1             | Myanmar         |
| 2023 Details | Phnom Penh (Kambodscha)      | Vietnam  | 2:0                 | Myanmar  | Thailand        | 6:0             | Kambodscha      |
| 2025 Details | Bangkok (Thailand)           |          |                     |          |                 |                 |                 |
| 2027 Details | Kuala Lumpur (Malaysia)      |          |                     |          |                 |                 |                 |

### Medaillenspiegel
| Rang | Land        | Goldmedaille | Silbermedaille | Bronzemedaille | Gesamt |
| ---- | ----------- | ------------ | -------------- | -------------- | ------ |
| 01   | Vietnam     | 8            | 2              | 1              | 11     |
| 02   | Thailand    | 5            | 5              | 3              | 13     |
| 03   | Myanmar     | 0            | 4              | 7              | 11     |
| 04   | Malaysia    | 0            | 1              | 0              | 01     |
|      | Singapur    | 0            | 1              | 0              | 01     |
| 06   | Philippinen | 0            | 0              | 2              | 02     |